# Gustav Friedrich Hartlaub

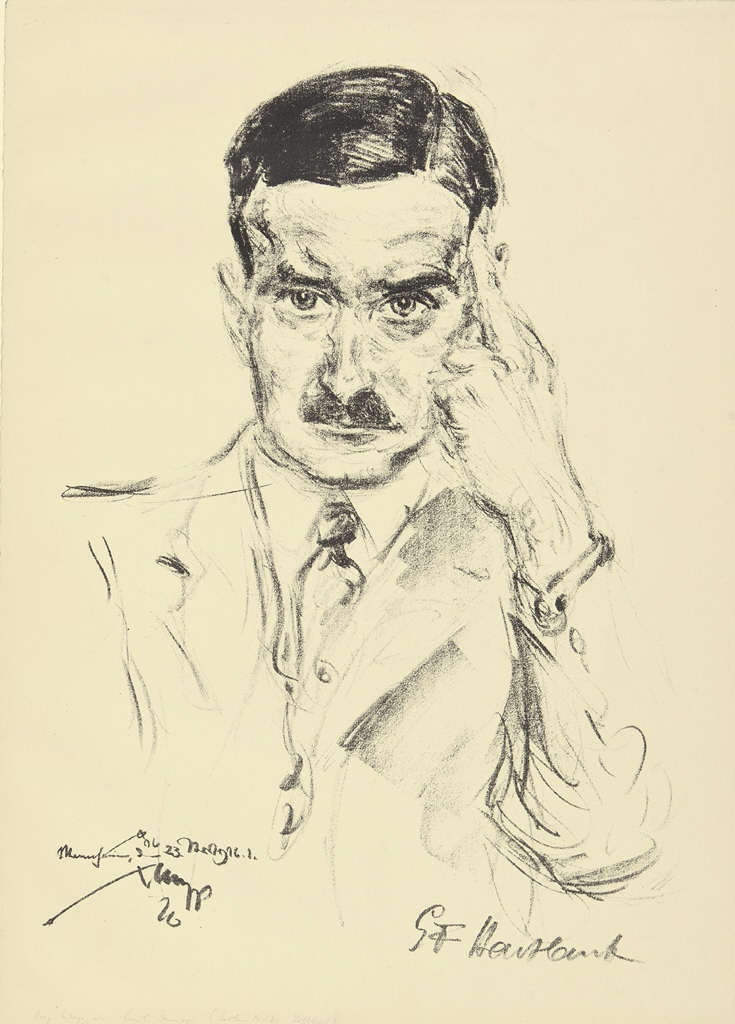
Emil Stumpp: Portrait GF Hartlaub, Lithographie, 1926 (Kunsthalle Mannheim)

Gustav Friedrich Hartlaub (* 12. März 1884 in Bremen; † 30. April 1963 in Heidelberg) war ein deutscher Kunsthistoriker.

## Leben
Gustav Friedrich Hartlaub, Sohn einer Bremer Kaufmannsfamilie, studierte bis 1910 unter anderem bei Franz Wickhoff in Wien und Heinrich Wölfflin in Berlin und war dann zunächst an der Kunsthalle Bremen als Assistent von Gustav Pauli tätig, bis ihn Fritz Wichert 1913 als Mitarbeiter an die Kunsthalle Mannheim holte. 1923 wurde Hartlaub deren Direktor. Besonders setzte er sich für die Förderung der zeitgenössischen Kunst und insbesondere des Expressionismus ein und entdeckte eine Reihe neuer Künstler, u. a. etwa Franz Xaver Fuhr. Mit der am 14. Juni 1925 eröffneten Ausstellung Neue Sachlichkeit. Deutsche Malerei seit dem Expressionismus prägte er den Begriff der Neuen Sachlichkeit. Am 20. März 1933 wurde er im Zuge der nationalsozialistischen Kulturpolitik entlassen. Ab 1946 war Hartlaub als Professor in Heidelberg tätig. Engagiert war Hartlaub auch auf dem Gebiet esoterischer Denkansätze im Kunstbereich und der Kunstpädagogik, wo er insbesondere durch sein Werk Der Genius im Kinde von 1922 bekannt wurde.
Hartlaub ist der Vater des Schriftstellers Felix Hartlaub (* 1913; vermisst 1945) und der Schriftstellerin Geno Hartlaub (1915–2007).

## Veröffentlichungen (Auswahl)
- Matteo da Siena und seine Zeit (= Zur Kunstgeschichte des Auslandes, Bd. 78). Heitz, Straßburg 1910 (= Dissertation Universität Göttingen) (Digitalisat).
- Kunst und Religion. Ein Versuch über die Möglichkeit neuer religiöser Kunst. Wolff, Leipzig 1919 (Digitalisat).
- Die neue deutsche Graphik. 3. Aufl. Reiß, Berlin 1920 (Digitalisat).

- Der Genius im Kinde. Zeichnungen und Malversuche begabter Kinder. Hirt, Breslau 1922 (Digitalisat) (2. Aufl. 1930).
- Gustave Doré. Klinkhardt u. Biermann, Leipzig 1924 (Digitalisat).
- Giorgiones Geheimnis. Ein kunstgeschichtlicher Beitrag zur Mystik der Renaissance. Allg. Verlags-Anstalt, München 1925 (Digitalisat).
- Die Graphik des Expressionismus in Deutschland. Hatje, Stuttgart 1947.
- Die grossen englischen Maler der Blütezeit 1730 - 1840. Münchner Verlag, München 1948.
- Das Unerklärliche. Studien zum magischen Weltbild. Koehler, Stuttgart 1951.
- Zauber des Spiegels. Geschichte und Bedeutung des Spiegels in der Kunst. Piper, München 1951.
- Die Impressionisten in Frankreich. Vollmer, Wiesbaden 1953.
- Fragen an die Kunst. Studien zu Grenzproblemen. Koehler, Stuttgart 1953 (Digitalisat).
- (mit Felix Weissenfeld): Gestalt und Gestaltung. Das Kunstwerk als Selbstdarstellung des Künstlers. Agis, Krefeld 1958.9.
- Der Stein der Weisen. Wesen und Bildwelt der Alchemie. Prestel, München 1959 (Digitalisat).
- Der Gartenzwerg und seine Ahnen. Eine ikonographische und kulturgeschichtliche Betrachtung. Moos, Heidelberg 1962 (Digitalisat).
- Kunst und Magie. Gesammelte Aufsätze. Hrsg. von Norbert Miller. Luchterhand, Hamburg 1991, ISBN 3-630-80009-2.